# Williams FW40
Williams FW40 – samochód Formuły 1, skonstruowany przez Williamsa na sezon 2017. Kierowcami bolidu zostali: Lance Stroll oraz Felipe Massa.

## Prezentacja
Prezentacja bolidu odbyła się 17 lutego 2017 roku we współpracy z tygodnikiem Autosport. Nazwa FW40 została wybrana ze względu na czterdziestolecie istnienia zespołu Williams.

## Wyniki
| Legenda oznaczeń w tabelach wyników Wyświetl szablon na nowej stronie | Legenda oznaczeń w tabelach wyników Wyświetl szablon na nowej stronie                                                                     |
| Oznaczenie                                                            | Wyjaśnienie |
| --------------------------------------------------------------------- | --- |
| Złoty                                                                 | Zwycięzca lub mistrzostwo |
| Srebrny                                                               | 2. miejsce lub wicemistrzostwo |
| Brązowy                                                               | 3. miejsce lub II wicemistrzostwo |
| Zielony                                                               | Ukończył, punktował (w klasyfikacji generalnej, gdy zdobył co najmniej jeden punkt na przestrzeni sezonu, poza trzema powyższymi opcjami) |
| Niebieski                                                             | Ukończył, nie punktował (w klasyfikacji generalnej, gdy nie zdobył co najmniej jednego punktu na przestrzeni sezonu)                      |
| Czerwony                                                              | Nie zakwalifikował się (NZ) |
| Czerwony                                                              | Nie prekwalifikował się (NPK) |
| Różowy                                                                | Nie ukończył (NU) |
| Różowy                                                                | Niesklasyfikowany (NS) (w klasyfikacji generalnej, gdy nie został sklasyfikowany w żadnym wyścigu sezonu)                                 |
| Czarny                                                                | Zdyskwalifikowany (DK) |
| Czarny                                                                | Wykluczony (WYK/EX) |
| Biały                                                                 | Nie wystartował (NW) |
| Biały                                                                 | Kontuzjowany (K/INJ) |
| Biały                                                                 | Wyścig odwołany (OD/C) |
| Bez koloru                                                            | Został wycofany (WYC/WD) |
| Bez koloru                                                            | Nie przybył (NP/DNA) |
| Bez koloru                                                            | Nie brał udziału w treningach (NT/DNP) |
| Bez koloru                                                            | Nie został zgłoszony (–) |
| Pogrubienie                                                           | Start z pole position |
| Kursywa                                                               | Najszybsze okrążenie wyścigu |
| †                                                                     | Nie ukończył, ale jego rezultat został zaliczony ze względu na przejechanie więcej niż 90% dystansu wyścigu.                              |
| *                                                                     | Sezon w trakcie |
| 1/2/3                                                                 | Punktowana pozycja w sprincie kwalifikacyjnym                                                                                             |
| Lista systemów punktacji Formuły 1                                    | |

| Williams Martini Racing | Mercedes | Lance Stroll  | NU | NU | NU | 11 | 16 | 15† | 9  | 3  | 10 | 16 | 14  | 11 | 7 | 8  | 8 | NU | 11 | 6  | 16 | 18 | 40 | 12 | 83 | 5 |
| Williams Martini Racing | Mercedes | Felipe Massa  | 6  | 14 | 6  | 9  | 13 | 9   | NU | NU | 9  | 10 | WYC | 8  | 8 | 11 | 9 | 10 | 9  | 11 | 7  | 10 | 43 | 11 | 83 | 5 |
| Williams Martini Racing | Mercedes | Paul di Resta | –  | –  | –  | –  | –  | –   | –  | –  | –  | –  | NU  | –  | – | –  | – | –  | –  | –  | –  | –  | 0  | NS | 83 | 5 |